# Molteno (Oost-Kaap)

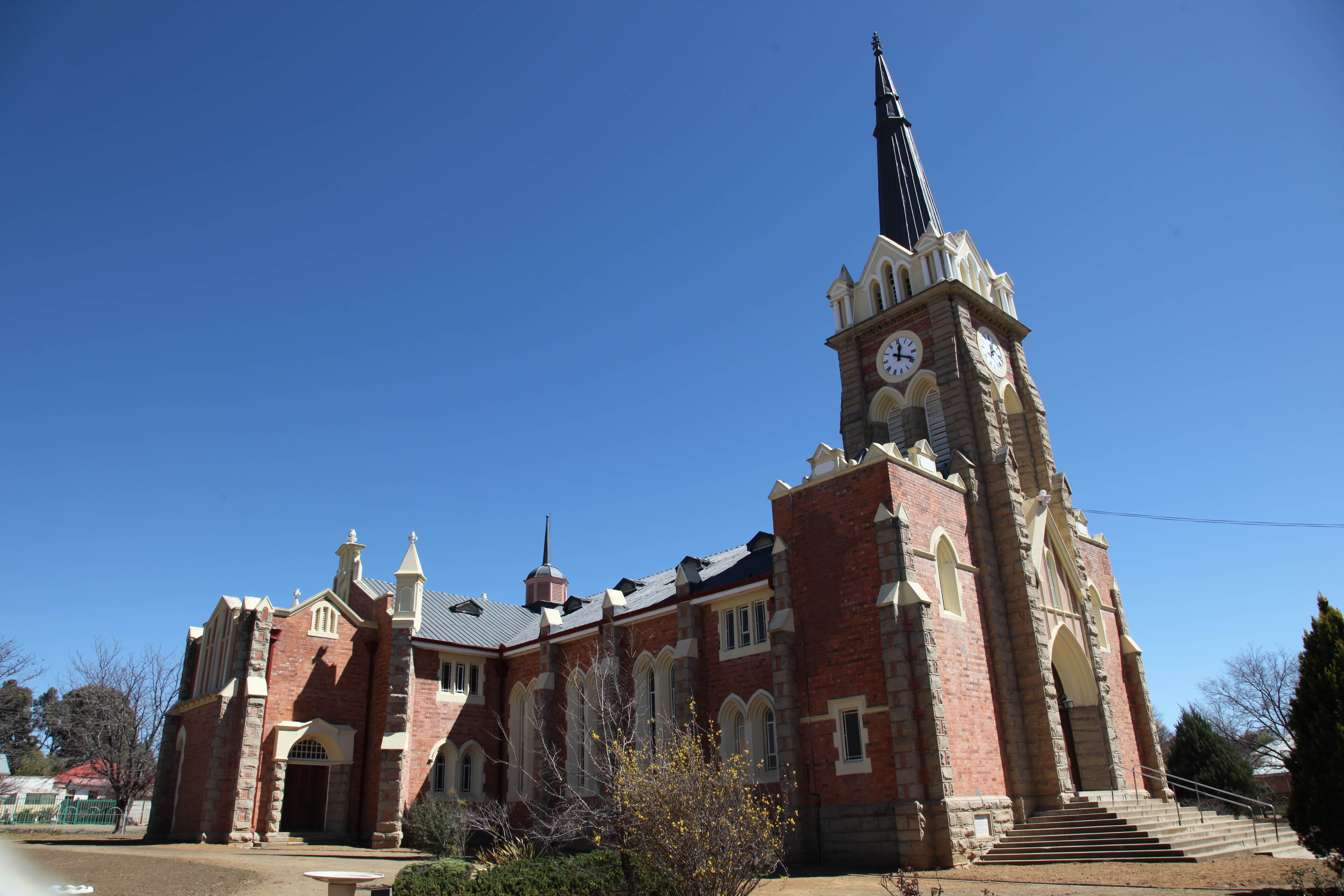
Molteno kerk

Molteno is een nederzetting met 11.500 inwoners in Zuid-Afrika.
Molteno ligt in de provincie Oost-Kaap, de Chris Hani-districtsmunicipaliteit en behoort tot de gemeente Inkwanca. 

## Subplaatsen
Het nationaal instituut voor de statistiek, Stats SA, deelt sinds de census 2011 deze hoofdplaats in in 12 zogenaamde subplaatsen (sub place), waarvan de grootste zijn: Nkululeko, Nomonde, Old Nomonde en Phelindaba.

## Geschiedenis
Eerst was de bestaansgrond van het dorp de mijnbouw van steenkool. Er was in de jaren 1860, gelijktijdig met Dordrecht en Indwe een steenkoollaag ontdekt. Een mijndorp met de naam Cyphergat ontstond op zo'n 10 km ten zuidoosten van Molteno. Tegenwoordig is Cyphergat een spookdorp omdat er steenkool van betere kwaliteit in Natal en Transvaal ontdekt werd. De steenkoolproductie is in 1949 bij Cyphergat volledig stilgelegd. 
Molteno zelf is in 1874 gesticht en vernoemd naar sir John Molteno, de eerste premier van de Kaapkolonie.
Molteno is hoog in de Stormbergen gelegen en is een van Zuid-Afrika's koudste plaatsen. Tijdens de Tweede Boerenoorlog heeft de Slag bij Stormberg 20 km ten noordwesten van Molteno plaatsgevonden.

## District
Het district waarin Molteno gelegen is is 1880 km² groot en wordt beschouwd als een van de beste merinostreken in het land. Bij de plaatselijke middelbare school kunnen kunstwerken van Johannes Meintjes bezichtigd worden. Meintjes is niet in Molteno geboren, maar bracht wel een groot deel van zijn leven door op Grootzeekoegat, de familieboerderij. Foodcorp bezit de Ouma Rusk-fabriek die buiten Molteno gelegen is en waar de "Ouma-beschuiten" vervaardigd worden die in Zuid-Afrika op vele ontbijttafels te vinden zijn.

## Bekende personen
- Ambrose Lomax, fotograaf en apotheker
- Johannes Meintjes, kunstschilder en schrijver
- Anna Greyvensteyn, de "ouma" van het in Zuid-Afrika bekende "Ouma-beschuit"[5]